# Patrick Rothfuss

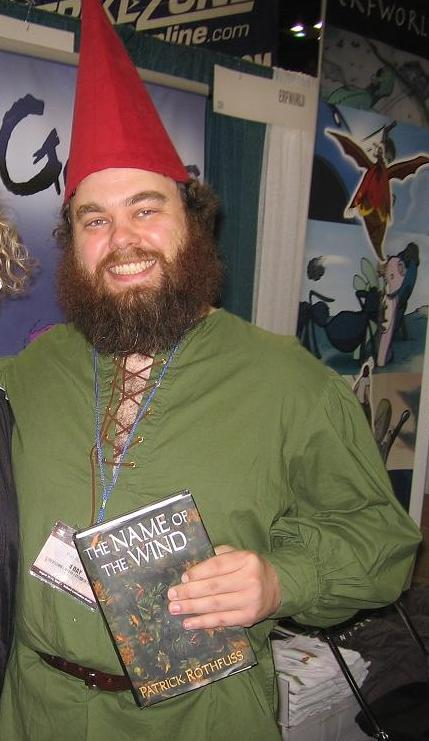
Patrick Rothfuss

Patrick James Rothfuss (Madison, Wisconsin, 6 juni 1973) is een Amerikaans schrijver van fantasy en een collegedocent. Hij is het bekendst door de serie The Kingkiller Chronicle, dat door verschillende uitgeverijen werd geweigerd vooraleer het eerste deel, De Naam van de Wind, in 2007 door DAW/Penguin werd gepubliceerd.

## Biografie
Patrick Rothfuss werd geboren in Madison, Wisconsin, en groeide op als een enthousiast lezer, ook al omdat het weer in zijn regio bar slecht was en hij geen televisie had. In 1991 ging hij studeren aan de Universiteit van Wisconsin-Stevens Point. Oorspronkelijk wilde hij studeren voor chemisch ingenieur, maar hij veranderde van gedachten en ging voor klinische psychologie.
In 1999 studeerde Rothfuss af in Engels. Na het ontvangen van zijn MA aan de Washington State University keerde hij twee jaar later terug om in Stevens Point les te geven.
Rothfuss' eerste boek, The Song of Flame and Thunder, werd door meerdere uitgeverijen geweigerd. In 2002 won hij wel de Writers of the Fure 2002 Second Quarter-competitie met The Road to Levinshir, een fragment van dit boek. Rothfuss werd uiteindelijk door DAW Books gecontracteerd, waarna het boek in drie werd opgesplitst en getiteld The Kingkiller Chronicle. Het eerste deel, De Naam van de Wind, werd gepubliceerd in april 2007. Het won onder meer een Quil Award voor beste fantasy/sciencefictionboek. Het verscheen ook op de New York Times-bestsellerslijst.

## Prijzen en eerbetuigingen
- 2002 - Writers of the Future
- 2007 - Quil Award
- 2007 - Best Book of the Year

## Interviews
- 2008 - Interview met Patrick Rothfuss (Fantasy Literature)
- 2009 - Interview met Patrick Rothfuss (Sci-Fi London)
- 2011 - Interview met Patrick Rothfuss (BookBanter)